# Мазари-Шариф (аэропорт)
Международный аэропорт Мазари-Шариф (перс. میدان هوائی مزار شریف‎; ИАТА: MZR, ИКАО: OAMS) — аэропорт в Афганистане, расположенный в 9 км на восток от города Мазари-Шариф. Двойная ВПП способна принимать большие самолёты, такие как Ан-225, Боинг 747 и Боинг С-17.
Здания аэропорта рассчитаны на обслуживание до 1000 пассажиров. Это один из самых крупных аэропортов Афганистана.

## История
Аэропорт Мазари-Шариф был построен в 1950-е годы при помощи Советского Союза в течение холодной войны, когда СССР и США распространяли своё влияние на Ближний Восток и Южную Азию. Между 1960-ми и концом 1970-х годов, большое число туристов приезжало, чтобы увидеть исторические места города.

## Авиакомпании и направления
Аэропорт обслуживает пассажирские рейсы следующих авиакомпаний: